# Stazione di Ferrara Aleotti
Stazione di Ferrara Aleotti vasútállomás Olaszországban, Ferrara településen.

## Vasútvonalak
Az állomást az alábbi vasútvonalak érintik:
- Ferrara–Codigoro-vasútvonal

## Kapcsolódó állomások
A vasútállomáshoz az alábbi állomások vannak a legközelebb:
- Stazione di Ferrara Porta Reno
- Stazione di Ferrara